# Brivido divino
Brivido divino è il terzo album di Donatella Rettore, pubblicato in Italia nel 1979 dalla Ariston; è il primo a riscuotere successo a livello nazionale, dopo gli scarsi risultati commerciali ottenuti dai primi due long playing. È stato ristampato in formato CD nel 2001 dalla BMG Ricordi.

## Storia
La prima edizione originale dell'LP uscì, nel 1979, in vinile colorato rosso (esiste con due tonalità differenti, più chiaro e più scuro) e da una copertina apribile, tramite un taglio trasversale che, opportunamente piegata, lascia vedere il vinile colorato. All'interno tutti i testi e i crediti.

## Le canzoni
L'album comprende 9 brani, tra i quali il più famoso è Splendido Splendente. Tra le altre canzoni Salvami, pezzo che parla di magia nera e riti voodo. La prima edizione del 45 giri venne realizzata in vinile blu e distribuita principalmente a scopo promozionale.
Splendido splendente fu il secondo singolo tratto dal long playing dopo Eroe, uscito nel 1978; quest'ultimo è stato un altro pezzo che, pur se meno incisivo dal punto di vista della cantabilità, più pop o rock da suonare ed ascoltare che disco o dance da ballare, dotato di un testo che ha ricevuto critiche estremamente positive, ha lasciato il segno anch'esso. Il suo lato B è L'aquila nera, che è anche la sesta delle nove tracce del disco. Tra gli altri brani del long playing, Brilla e La mia più bella canzone d'amore hanno goduto anch'esse di una pubblicità martellante, così come è accaduto ai due brani, Divino Divina e Brivido. Completa la track listing Il mimo, che, da un punto di vista letterario, sembra appartenere più al precedente omonimo album Donatella Rettore, coi suoi brani cantautorali e le basi ridotte all'osso, così da farne risaltare ancor di più i testi, vere e proprie stilettate quasi alla Guccini, che alla psichedelia diffusa del 33 giri del 1979, che, in realtà, si discosta da quello più per le musiche, perfetto equilibrio tra pop, rock, disco e dance ante-litteram, che per le liriche, che continuano idealmente il filone cantautorale del lavoro precedente.

## Il disco
L'LP segnò una svolta nella carriera della cantautrice che da allora decise di firmarsi solo con il cognome Rettore. Come accennato, l'album precedente aveva ancora influssi della scuola dei cantautori genovesi, con canzoni più impegnate, intimiste, dedicate al mondo degli artisti e della cultura. Con il lavoro del 1979, la sua produzione artistica segna un momento di passaggio: gli arrangiamenti sono ancora legati agli anni settanta (con giri di basso e batteria disco), mentre, in alcune canzoni, compaiono ancora citazioni colte e ritratti di personaggi (come ne Il mimo per esempio), ma la Rettore più trasgressiva, anticonformista e di tendenza sta già iniziando a prendere il posto della garbata cantautrice di protesta. Le tracce sono tutte firmate dalla coppia Rego/Rettore: Claudio Rego compone le musiche, mentre Donatella scrive i testi e partecipa attivamente all'arrangiamento delle armonie vocali.
Come accennato, la stessa copertina è molto originale: tagliata triangolarmente in due zone di colore rosa e violetto, lascia intravedere il vinile rosso da una busta trasparente. I testi sono sull'interno del pezzo triangolare, e per ciascun brano vengono elencati dettagliatamente i relativi musicisti, mentre sul retro compare una foto dell'artista. Sotto la foto è riportata la prima delle tre frasi che contraddistinguono la trilogia: "Questo disco è stato realizzato con il nuovo processo STILLMANN che consente, usando pane integrale colorato, di ottenere la perfezione qualitativa del suono", anche se, in questo caso, si tratta di una semplice nota tecnica riguardante la realizzazione del disco.
Nell'estate del 1979, venne lanciata Splendido splendente (su un argomento allora tabù come la chirurgia estetica), che la consacra nell'Olimpo della musica italiana, stazionando per diverse settimane ai primi posti della Hit Parade e spopolando al concorso «Vota la voce».
Il 'personaggio-Rettore' si era intanto andato delineando, nel corso dell'estate, grazie anche a numerose partecipazioni radiofoniche e televisive, in programmi musicali giovanili: biondissima, con un taglio scalato molto di tendenza, movenze scatenate e enigmatiche, sempre più lontane dalla cantautrice con il caschetto e la chitarra di Lailolà. La copertina del primo dei due singoli tratti dal 33 giri, Eroe/L'aquila nera, è di per sé rappresentativa del cambiamento.
Nel 1979, l'album si piazza al 32º posto nella classifica degli album più venduti in Italia. Oggi, grazie anche all'originalità del layout, la prima edizione del disco in vinile, in perfette condizioni, è un ambìto pezzo per il collezionismo musicale.
La prima edizione, del 1979, è in vinile colorato (rosso) e copertina apribile, contenente i testi, mentre la ristampa (del 1981, per la linea economica Oxford della Ariston) ha il vinile nero, la copertina a busta chiusa priva dei testi; ristampato in CD, nel 2001, dalla BMG/Ricordi.

## Tracce
Testi e musiche di Donatella Rettore Rettore e Claudio Rego.
Lato A
1. Brivido – 4:16
2. Salvami – 4:33
3. Il mimo – 3:38
4. Splendido splendente – 3:24

Lato B
1. Eroe – 3:12
2. L'aquila nera – 3:45
3. La mia più bella canzone d'amore – 2:51
4. Divino divina – 4:45
5. Brilla – 4:11

## Singoli estratti
- Eroe / L'aquila nera (Ariston, 1978)
- Splendido splendente / Salvami (Ariston, 1979)

## Edizioni (parziale)
- 1979 - Brivido Divino (Ariston Music, AR/LP/1253, LP, vinile rosso, Italia)
- 1979 - Brivido Divino (Music-Box, SMB 40119, LP, Grecia)
- 1979 - Eroe (Telefunken, 6.23879 AO, LP, Germania)
- 1981 - Brivido Divino (Oxford, OX/3191, LP, ristampa economica, Italia)
- 2001 - Brivido Divino (BMG/Ricordi, 74321870932, CD, Italia)

## Formazione
- Donatella Rettore – voce
- Claudio Rego – chitarra acustica, cori, chitarra elettrica, kazoo
- Gigi Cappellotto – basso
- Tullio De Piscopo – batteria, percussioni
- Oscar Rocchi – pianoforte, Fender Rhodes, tastiera
- Ernesto Massimo Verardi – chitarra acustica, chitarra elettrica
- Andy Surdi – batteria
- Mario Lamberti – percussioni
- Victor Bach – pianoforte, Fender Rhodes
- Walter Morelli – timpani
- Stefano Pulga – ARP, sintetizzatore
- Sergio Farina – chitarra elettrica
- Pinuccio Pirazzoli – pianoforte, sintetizzatore, ARP, chitarra elettrica
- Claudio Pascoli – sax
- Claudio Treves – armonica
- Danilo Franchi, Paola Orlandi – cori

## Classifiche
| Classifica (1979) | Posizione massima |
| ----------------- | ----------------- |
| Italia            | 12                |